# Rezerwat przyrody „Wiszerskij”
Rezerwat przyrody „Wiszerskij” (ros. Государственный природный заповедник «Вишерский») – ścisły rezerwat przyrody (zapowiednik) w Kraju Permskim w Rosji. Znajduje się w rejonie krasnowiszerskim. Jego obszar wynosi 2412 km², a strefa ochronna wokół rezerwatu 522 km². Rezerwat został utworzony decyzją rządu Rosyjskiej Federacyjnej Socjalistycznej Republiki Radzieckiej z dnia 26 lutego 1991 roku. Na północ od niego znajduje się Peczorsko-Iłycki Rezerwat Biosfery, a na południe Rezerwat przyrody „Dienieżkin Kamien´”. Dyrekcja rezerwatu znajduje się w miejscowości Krasnowiszersk.

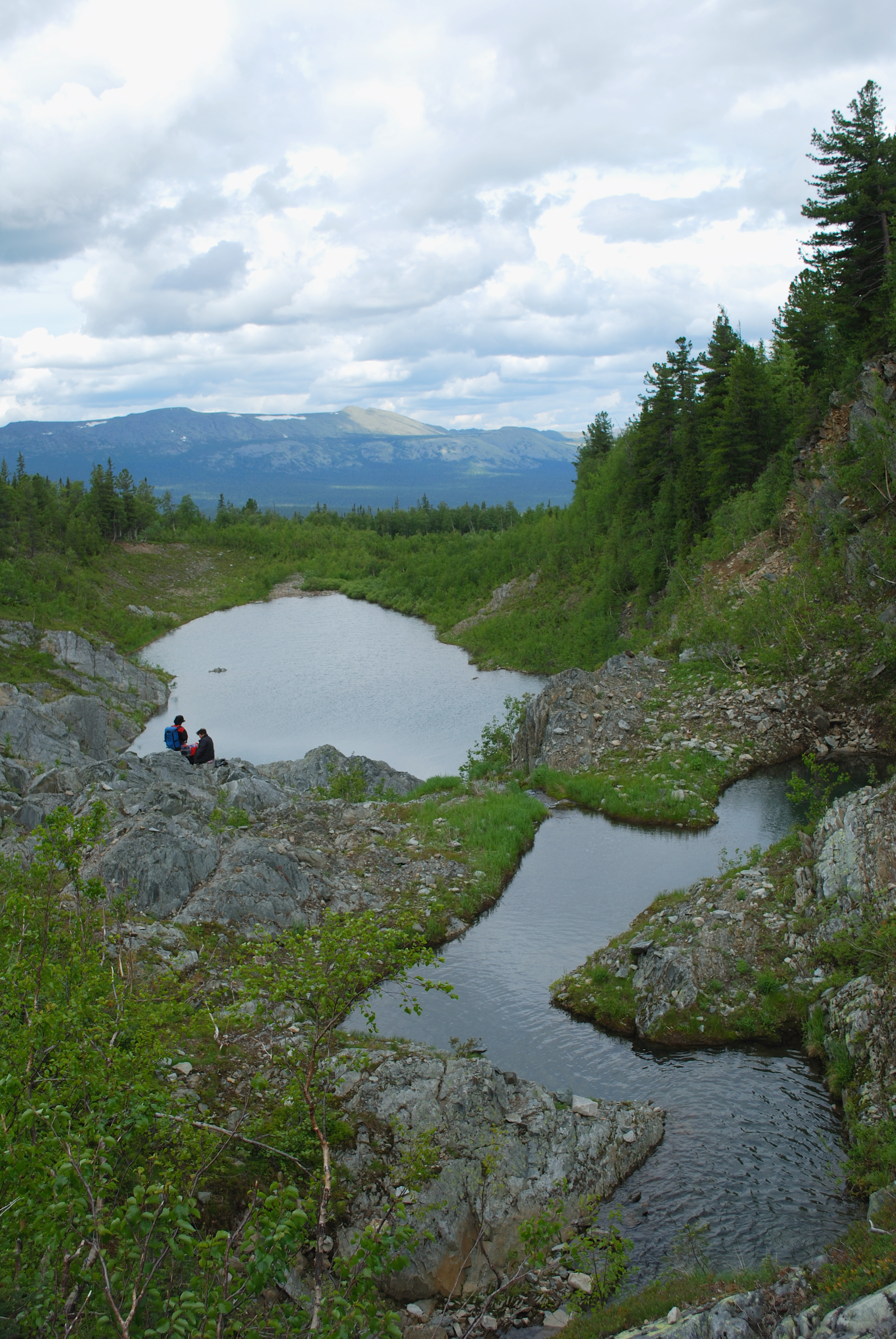

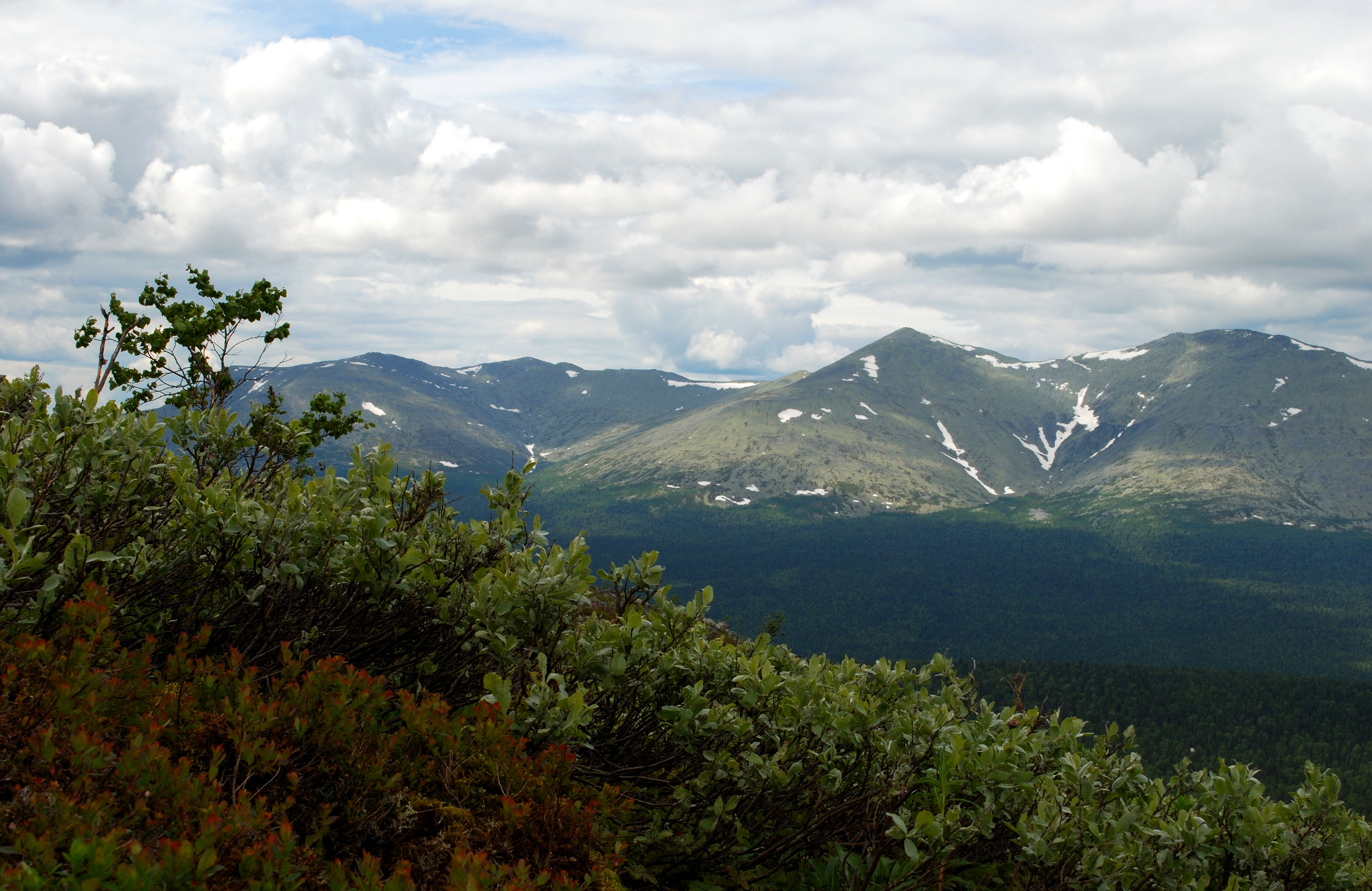
Masyw tułymski ze szczytem Tułymskij Kamien´

## Opis
Rezerwat znajduje się na zachodnich zboczach Uralu Północnego w dorzeczu rzeki Wiszera. Rzeka dzieli rezerwat na dwie części. Zachodnią zajmują wzgórza, których wysokość nie przekracza 400 metrów, natomiast wschodnia część to pasma górskie Uralu Północnego (najwyższy szczyt to Tułymskij  Kamien´ – 1469 m n.p.m.). W dolinie rzeki Wiszera występują licznie zjawiska krasowe (m.in. jaskinie, wywierzyska). Największe jaskinie w rezerwacie to Wiszerskaja (1200 m długości), Łypinskaja, Suchaja Łypinskaja i Wiszerskaja 2.
Klimat na terenie rezerwatu jest kontynentalny z długimi zimami i krótkimi chłodnymi latami. Średnia temperatura powietrza w górzystej części rezerwatu to w lipcu +14,2 °C, a w styczniu -19,1 °C. 

## Flora
Ze względu na położenie (na zachodnich zboczach Uralu) roślinność zmienia się tu ze względu na wysokość. Najniżej (do wysokości 600 m n.p.m.) występuje tajga świerkowo-jodłowa. Przechodzi ona (do wysokości 850 m) w łąki subalpejskie. Powyżej występuje tundra górska i w końcu nagie, skaliste szczyty.
W rezerwacie występuje ponad 528 gatunków roślin naczyniowych.

## Fauna
Rezerwat zamieszkuje 36 gatunków ssaków, 155 gatunków ptaków, 2 gatunki płazów, ponad 12 gatunków ryb. Są to m.in.: niedźwiedzie brunatne, rosomaki tundrowe, wilki syberyjskie, rysie euroazjatyckie, kuny leśne, borsuki, dziki euroazjatyckie, łosie euroazjatyckie, sobole tajgowe, wydry europejskie, renifery tundrowe, bobry europejskie, gronostaje europejskie, łasice syberyjskie.
Rzadkie ptaki żyjące w rezerwacie to m.in.: rybołów, orzeł przedni, bielik, drzemlik, pardwa mszarna, bocian czarny.